# Billy Talent III
Billy Talent III — третій студійний альбом канадського рок-гурту Billy Talent. Альбом було записано з продюсером Брендоном О'Браєном. Виданий 10 липня 2009 року на території Бельгії, Швейцарії, Німеччини, Австрії, Італії і Нідерландів, 13 липня поступив у продаж у Великій Британії, Франції, Норвегії, Данії, ПАР і Ірландії, 14 липня — в Канаді, Фінляндії, Швеції і Іспанії, 17 липня — в Австралії і Новій Зеландії, 22 вересня — в США, 11 листопада 2009 року географія виходу альбому поповнилась Японією.
Пісня «Turn Your Back», записана початково з залученням учасників з Anti-Flag, вийшла 16 вересня 2008 року, в альбомі композиція виконана виключно зусиллями Billy Talent. Перший сингл з альбому, «Rusted from the Rain», вийшов 16 травня 2009 года, «Devil On My Shoulder» — 26 серпня 2009. 1 лютого 2010 року в MySpace був викладений кліп на композицію «Saint Veronika». Наступним синглом став «Diamond on a Landmine».

## Список композицій
| #   | Назва                    | Тривалість |
| --- | ------------------------ | ---------- |
| 1.  | «Devil on My Shoulder»   | 3:49       |
| 2.  | «Rusted from the Rain»   | 4:13       |
| 3.  | «Saint Veronika»         | 4:09       |
| 4.  | «Tears into Wine»        | 4:12       |
| 5.  | «White Sparrows»         | 3:14       |
| 6.  | «Pocketful of Dreams»    | 3:21       |
| 7.  | «The Dead Can't Testify» | 4:27       |
| 8.  | «Diamond on a Landmine»  | 4:30       |
| 9.  | «Turn Your Back»         | 3:22       |
| 10. | «Sudden Movements»       | 3:39       |
| 11. | «Definition of Destiny»  | 4:03       |

| Цифрове спецвидання США | Цифрове спецвидання США                 | Цифрове спецвидання США |
| #                       | Назва                                   | Тривалість              |
| ----------------------- | --------------------------------------- | ----------------------- |
| 12.                     | «Bloody Nails + Broken Hearts» (B-Side) | 3:37                    |
| 13.                     | «Don't Need To Pretend» (B-Side)        | 3:45                    |
| 14.                     | «Devil on My Shoulder» (Demo)           | 4:06                    |

| Бонусні треки німецького видання | Бонусні треки німецького видання                 | Бонусні треки німецького видання |
| #                                | Назва                                            | Тривалість                       |
| -------------------------------- | ------------------------------------------------ | -------------------------------- |
| 12.                              | «Don't Need to Pretend» (Musicload.de exclusive) | 3:45                             |

### СпеціальнеGuitar Villainвидання другий CD
В цьому додатку до альбому записи без використання гітар (referred to as «Guitar Villain Demos») plus a Guitar Tab of the whole album, the Guitar Villain second disc also features four demo tracks:
| Guitar Villain bonus tracks | Guitar Villain bonus tracks  | Guitar Villain bonus tracks |
| #                           | Назва                        | Тривалість                  |
| --------------------------- | ---------------------------- | --------------------------- |
| 12.                         | «Tears into Wine» (Demo)     | 3:51                        |
| 13.                         | «White Sparrows» (Demo)      | 3:58                        |
| 14.                         | «Pocketful of Dreams» (Demo) | 3:42                        |
| 15.                         | «Turn Your Back» (Demo)      | 3:22                        |

## Чарти
| Чарт (2009)              | Пікова позиція |
| ------------------------ | -------------- |
| Australian Albums Chart  | 44             |
| Austrian Albums Chart    | 2              |
| Canadian Albums Chart    | 1              |
| German Albums Chart      | 2              |
| Finnish Albums Chart     | 3              |
| Norwegian Albums Chart   | 28             |
| US Billboard 200         | 107            |
| US Billboard Rock Albums | 43             |

### Сумарно за рік
| Чарт (2009)         | Позиція |
| ------------------- | ------- |
| German Albums Chart | 32      |
| Swiss Albums Chart  | 93      |

| Країна    | Сертифікація | Продажі/Shipments |
| --------- | ------------ | ----------------- |
| Німеччина | Platinum     | 200,000+          |

## Учасники запису
- Бенжамін Ковалевич — вокал
- Єн Ді'сей — ведуча гітара, бек-вокал
- Джонатан Галлант — бас-гітара, бек-вокал
- Арон Соловонюк — ударні
- Бренден О'Браєн — продюсер, додаткова перкусія, tambourine, hammerchord, клавішні, mellotron

## Історія релізу
| Дата              | Країна                                                       |
| ----------------- | ------------------------------------------------------------ |
| 10 липня 2009     | Бельгія, Німеччина, Швейцарія, Австрія, Італія та Нідерланди |
| 13 липня 2009     | Франція, Норвегія, Данія, ПАР, Велика Британія та Ірландія   |
| 14 липня 2009     | Канада, Фінляндія, Іспанія та Швеція                         |
| 17 липня 2009     | Австралія та Нова Зеландія                                   |
| 22 вересня 2009   | США                                                          |
| 11 листопада 2009 | Японія                                                       |